# Sacconi Rossi

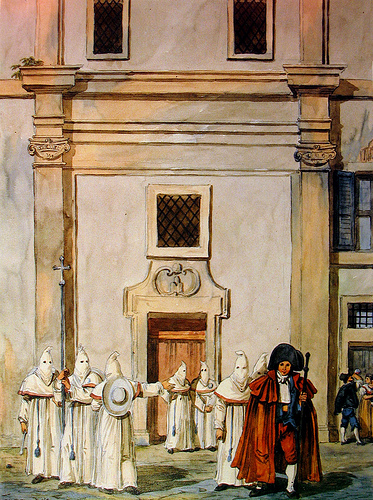
Bartolomeo Pinelli, La processione dei Sacconi rossi

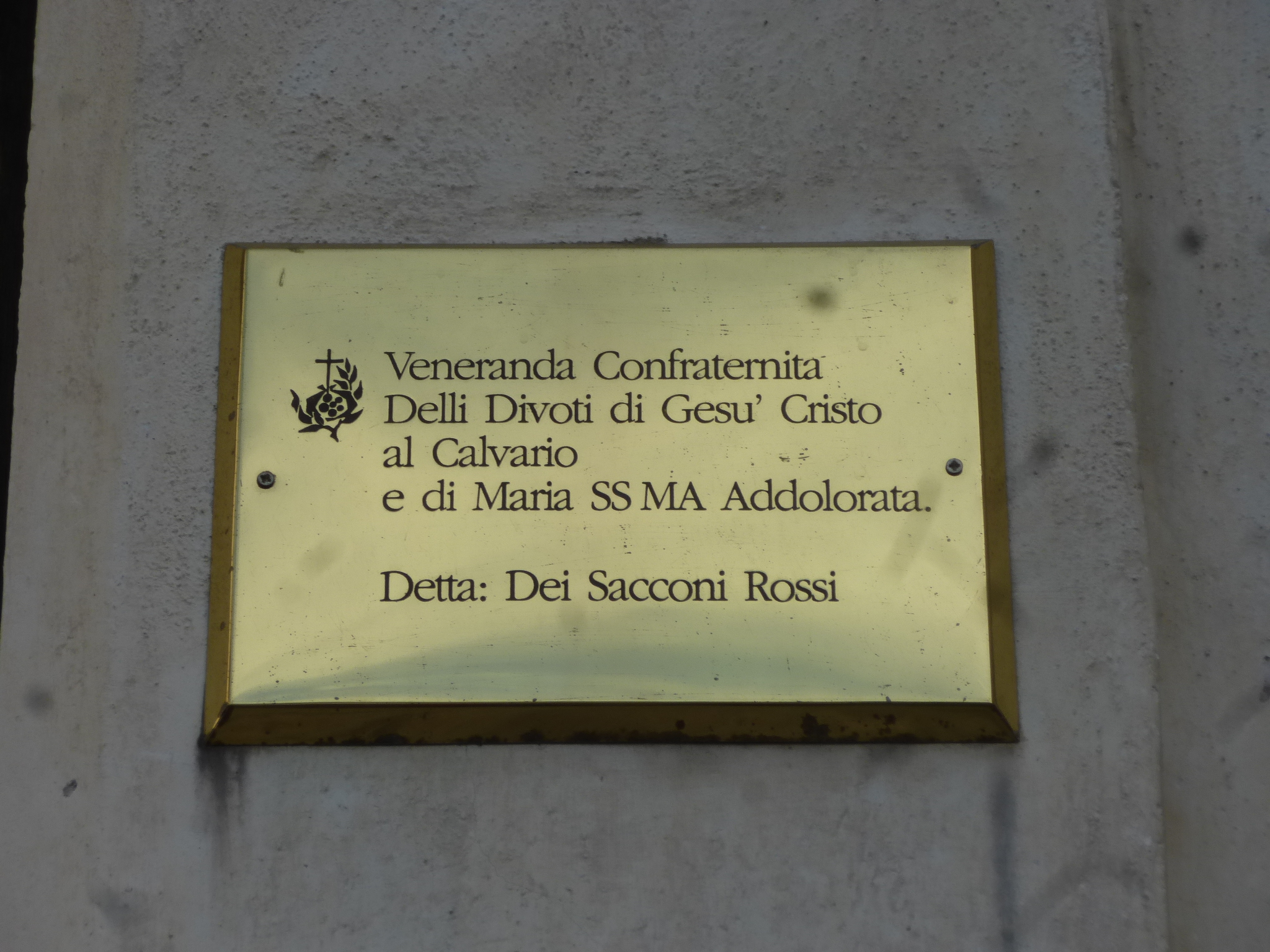
Insegna moderna della confraternita, a S. Bartolomeo.

I Sacconi rossi, con sede nella Basilica di San Bartolomeo all'Isola, erano gli appartenenti alla "Veneranda confraternita de' devoti di Gesù Cristo al Calvario e di Maria Santissima Addolorata", di Roma, creata nel secolo XVII.
Il loro compito era ripescare e dare sepoltura, se nessuno li reclamava, agli annegati nel Tevere e questa pia professione di carità era svolta nei caratteristici cappuccio e mantello rossi, da cui il soprannome. Possedevano un oratorio accanto alla basilica di San Bartolomeo, l'oratorio di Gesù al Calvario e di Maria.
La sepoltura non era banale: con gusto necrofilo tutto barocco, le ossa scarnificate venivano deposte in maniera "decorativa" nel cimitero sotterraneo del convento Santa Maria Addolorata dei Sacconi Rossi, edificio isolato vicino alla sinistra della basilica (tuttora visitabile, risulta, il 2 novembre. Analoga ambientazione ha la Cripta dei Cappuccini di Via Veneto). L'usanza è citata nel film Mondo cane (1962).
Dai primi anni novanta il 2 novembre, giorno della Commemorazione dei Defunti, col patrocinio dell'Ospedale San Giovanni Calibita (tenuto dai Fatebenefratelli) ha luogo nell'isola Tiberina, partendo dalla chiesa di San Giovanni Calibita, una processione notturna in memoria degli annegati, alla quale partecipano, in costume, i membri della Confraternita.